# Галин, Венер Ягафарович
Галин Венер Ягафарович (02 апреля 1937 года, д. Мечетлино, Салаватский район, Башкирская АССР) — советский и российский учёный в области механики, лауреат Государственной премии РФ.

## Биография
В 1961 году окончил механико-математический факультет МГУ.
Кандидат физико-математических наук (1972).
В 1982 году перешёл на работу в Сибирское отделение АН СССР. Ведущий научный сотрудник Института вычислительной математики и математической геофизики СО АН, член Учёного совета института.
Преподавал в Новосибирском государственном университете.

## Научные интересы
Занимался математическим моделированием в задачах физики атмосферы и океана. Разработал эффективный алгоритм переноса радиации в аэрозольно-облачной атмосфере.

## Награды и звания
лауреат Государственной премии РФ (2000)
медаль ордена «За заслуги перед Отечеством» 2-й степени (1999)